# København (skuespil)
 For alternative betydninger, se København (flertydig). (Se også artikler, som begynder med København)
København (originaltitel: Copenhagen) er et skuespil af den britiske dramatiker Michael Frayn, baseret på en historisk begivenhed i København i 1941 under den tyske okkupation, nemlig mødet mellem to gamle venner og kolleger, nobelpristageren Niels Bohr og den tyske nobelpristager Werner Heisenberg, der begge var fysikere. Mødet fandt sted på Niels Bohrs bopæl, nemlig Carlsbergs æresbolig. Skuespillet havde premiere i London i 1998 og blev opført på Betty Nansen Teateret i 1999 og spillede et helt år på Broadway fra 2000.
I den danske opsætning på Betty Nansen Teatret blev Werner Heissenberg spillet af Søren Pilmark, Niels Bohr af Henning Moritzen og Bohrs hustru af Lilly Weiding. Den minimalistiske scenografi var af Steffen Aarfing og instrueret af Peter Langdal.
Skuespillet er fiktion, da ingen ved, hvad der blev diskuteret på mødet, men dialogen er baseret på historiske personer og kendsgerninger. Heisenberg havde arbejdet sammen med Niels Bohr i København i tre år fra 1924 på udviklingen af komplimentaritetsprincippet og ubestemthedsprincippet.
I Tyskland var Heisenberg leder af nazisternes atomprogram, der kunne lede til udviklingen af en højpotent atombombe, der - hvis ellers de praktiske problemer kunne overvindes, hvad langt fra var sikkert, måske eller sandsynligvis ville kunne afgøre krigen i Europa. Dermed også for Hitler, der satte meget i værk for at udvikle supervåben, f.eks. Werner von Brauns V1 og V2-raketter, der kom i brug hen mod slutningen af Anden Verdenskrig, de kunne dog ikke vende krigslykken for Hitler. Hitler var som udgangspunkt skeptisk og afvist tanken om en atombombe som "jødisk kabbala" (Den landflygtige Einstein var jøde ligesom forresten også Niels Bohr). Der havde dog eksisteret et nazistisk atomart forsøgslaboratorium i Bayern hvori indgik "tungt vand" som blev fremstillet hydroelektrisk i Norge (Telemarken). Stykket hviler derfor i høj grad på sprængfarlige historiske realiteter. Niels Bohr var allerede under det famøse møde (omhandlet i Michael Frayns skuespil) på vej til USA.
Skuespillet baserer sig på Niels Bohrs og Werner Heisenbergs forskellige synspunkter om ansvar og skyld. Efter mødet sluttede deres tætte venskab. Heisenberg gav efter krigen selv udtryk for, at han havde moralske skrupler, men Bohr var af den modsatte opfattelse.

## Eksterne links
- Michael Frayn's lecture at the Copenhagen Seminar 1999 Arkiveret 22. april 2009 hos  Wayback Machine
- BBC Copenhagen